# Dalkeith
Dalkeith este capitala subdiviziunii Midlothian, din Scoția.

## Persoane notabile
- Henry Dundas
- John Kay
- Robert Aitken
- David Mushet
- Peter Guthrie Tait
- Sir John Anderson
- William Ewart Gladstone
- Darren Fletcher
- Runrig Donnie Munro
- Sir David Murray

## Sport

### Fotbal
- Dalkeith Thristle
- Dalkeith CYP
- Salters AFC

### Rugby
- Dalkeith High School FPs
- Dalkeith Rugby Football Club

Rugbiști notabili
- Sir David Murray
- Adam Robson

## Orașe înrudite
- Jarnac, Franța

## Galerie

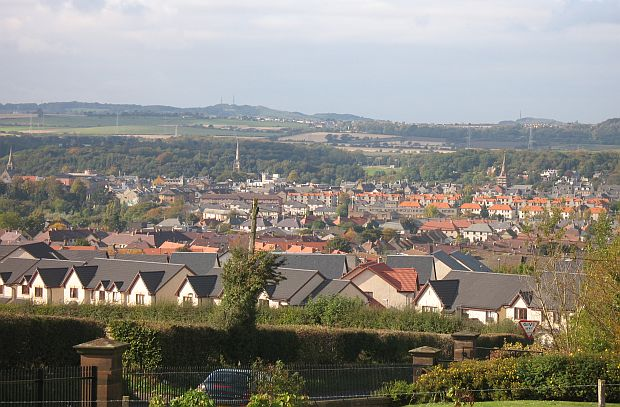
Panoramă Dalkeith
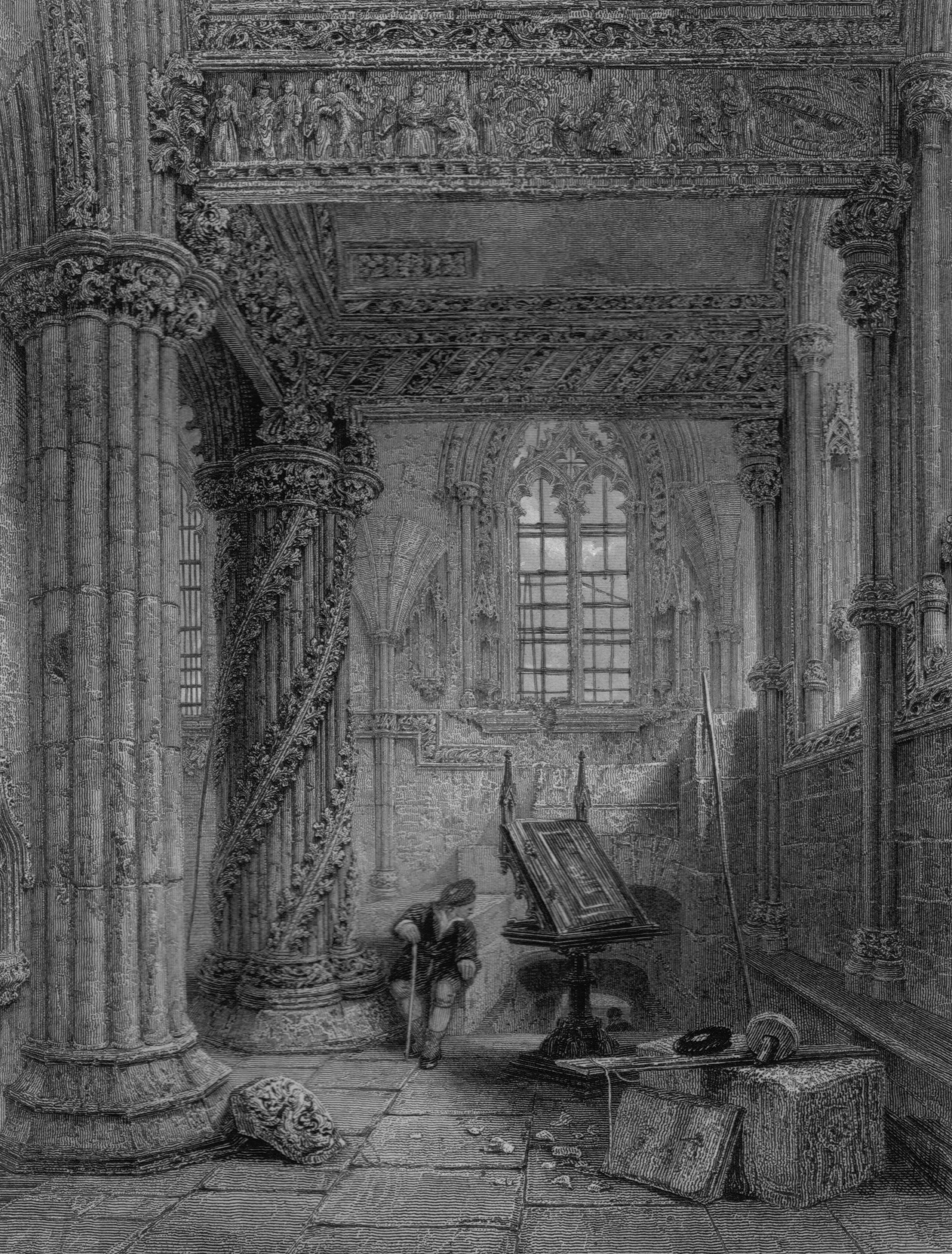
Roslyn Chape
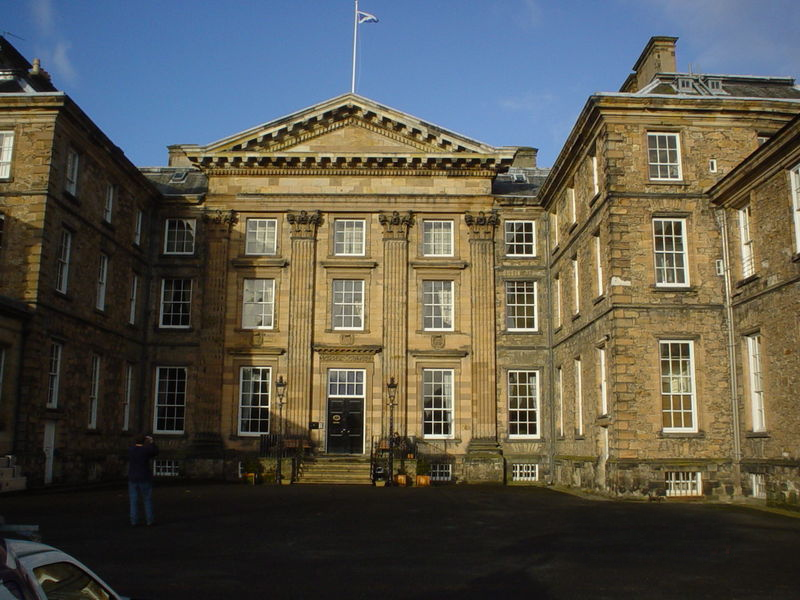
Dalkeith Palace
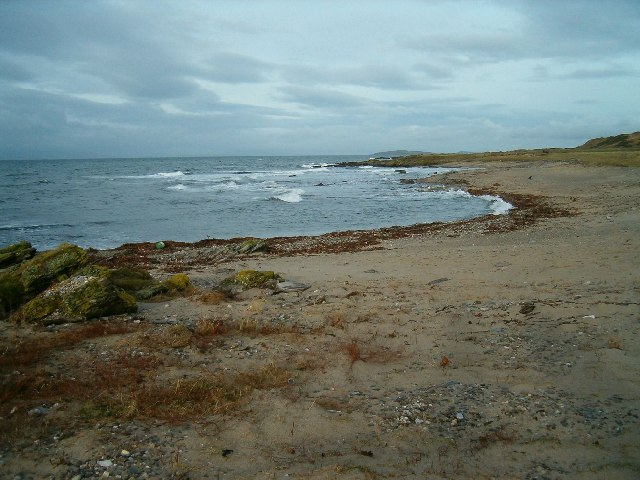
Țărmul din Dalkeith